# ブラマーナンダ

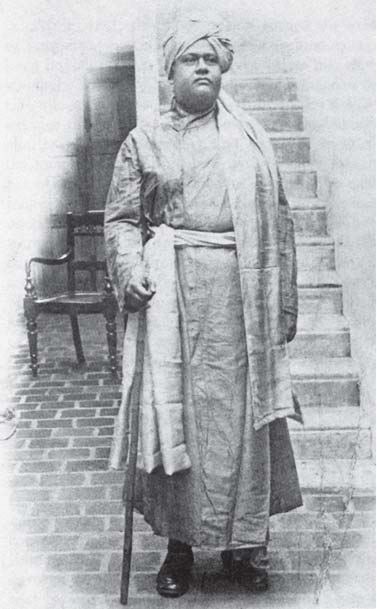
1908年当時

ブラマーナンダ（ブラフマーナンダ, Swami Brahmananda, स्वामी ब्रह्मानंद, 本名：ラーカール・チャンドラ・ゴーシュ (राखाल चंद्र घोष, Rakhal Chandra Ghosh) 、1863年1月21日 - 1922年4月10日）はインドのヒンドゥー教の出家者、ヨーガ行者、導師（グル）。ラーマクリシュナの弟子の1人であり、ヴィヴェーカーナンダと共に弟子の双璧とされた人物である。
コルカタから58km程離れた西ベンガル州北24パルガナー県シクラ・クリングラムに生まれる。ヴィヴェーカーナンダがラーマクリシュナ・ミッションを設立すると、初代ミッション長に就任した。ラーマクリシュナ・ミッションの初期の発展に大きな役割を果たした。